# Hamid Algabid
Hamid Algabid, né en 1941 à Tanout, au Niger, est un homme politique nigérien qui a été une figure importante du régime de Seyni Kountché, Premier ministre de 1983 à 1988. Il a également été secrétaire général de l'Organisation de la Conférence islamique (OCI) de 1989 à 1996.